# 루슬란 말리노우스키
루슬란 볼로디미로비치 말리노우스키(우크라이나어: Русла́н Володи́мирович Маліно́вський, 1993년 5월 4일 ~ )는 우크라이나의 축구 선수이다. 현재 이탈리아 세리에 A의 제노아에서 뛰고 있다.